# Tetrastichus amurzetus
Tetrastichus amurzetus är en stekelart som beskrevs av Kostjukov 1995. Tetrastichus amurzetus ingår i släktet Tetrastichus och familjen finglanssteklar. Inga underarter finns listade i Catalogue of Life.